# Реймон Ламбер
Реймон Ламбер (на френски: Raymond Lambert) (* 18 февруари 1914 г. в Плейнпалаис, сега община Женева; † 24 февруари 1997 г. в Женева) е швейцарски алпинист и планински водач.

## Биография
Реймон Ламбер живее в Женева и започва да се занимава с алпинизъм в Западните Алпи на 15-годишна възраст. Дипломата си за ски учител и получава диплом през 1936 г., а през 1937 г. – и за планински водач. Той губи пръстите на краката и няколко пръста на ръцете си поради измръзване на Монблан през 1937 г., но придружава толкова много хора до върха, че става първият планински водач, който управлява бизнеса си от Женева, а не от отдалечен планински пост.
През живота си той участва в няколко важни експедиции, постигайки някои първи изкачвания (напр. с Фисура Ламберт). През 1952 г. той вече е един от най-известните швейцарски алпинисти. Двете швейцарски хималайски експедиции през 1952 г. до Джомолънгма, в които участват Ламбер и Тензинг Норгей, първо изследват маршрута до Южната седловина през пролетта и есента и така проправят пътя за първото изкачване през 1953 г. от Тензинг и новозеландеца Едмънд Хилари. През пролетта на 1952 г. Ламбърт и Тензинг поставят нов световен рекорд за надморска височина на южния хребет на връх Еверест (приблизително 8650 m). Джон Хънт, ръководител на британската експедиция на Еверест от 1953 г., потвърждава, че знанията, натрупани от швейцарската експедиция година по-рано, са били незаменими за планирането и осъществяването на успешното първо изкачване.
Ламбърт започва обучение за пилот през 1958 г. и получава лиценза си за търговски пилот през 1964 г. Обучава се като пилот на ледник при Херман Гайгер и Фернан Мартиньони (1929 – 1982) и получава квалификацията си като инструктор за пилоти на ледник през 1971 г.
През 1966 г. Ламберт основава авиокомпанията SATA (Société Anonyme de Transport Aérien Genève) с пилота Чарлз Жакуа. В края на 1994 г. става почетен член на планинската авиационна група на Aéro-Club de Genève.